# Hymenolobium flavum
Hymenolobium flavum es una especie de planta floral del género Hymenolobium, tribu Dalbergieae, subfamilia, Faboideae.

## Distribución
Se distribuye por el norte de Brasil, Guayana Francesa, Guyana y Surinam. Crece en el bioma tropical húmedo.

## Taxonomía
Fue descrita por Kleinhoonte y publicada en Recueil Trav. Bot. Néerl. 22: 400 (1925 publ. 1926).